# نوومینزیتاروو
نوومینزیتاروو (انگلیسی: Novominzitarovo) یک شهرک در شهرستان بلاگووشچنسکی باشقیرستان کشور روسیه است.